# ليونيل ألفاريز (لاعب كرة قدم أرجنتيني)
ليونيل ألفاريز (بالإسبانية: Leonel Álvarez)‏ هو رياضي ولاعب كرة قدم أرجنتيني، ولد في 22 مارس 1995 في تيمبيرلي في الأرجنتين. لعب مع إنديبندينتي.

## وصلات خارجية
- ليونيل ألفاريز على موقع قاعدة بيانات كرة القدم.إي يو (الإنجليزية)
- ليونيل ألفاريز على موقع Soccerway.com (الإنجليزية)